# Acanthodelta basalis
Acanthodelta basalis là một loài bướm đêm trong họ Noctuidae.